# Decabrombiphenyl
Decabrombiphenyl ist eine chemische Verbindung aus der Gruppe der polybromierten Biphenyle.

## Verwendung
Decabrombiphenyl wurde als Flammschutzmittel verwendet. Sie wurde in den 2000er Jahren in Kunststoffprodukten nachgewiesen.

## Eigenschaften
Decabrombiphenyl ist strukturell nahe verwandt mit Decabromdiphenylether.

## Regulierung
In der Europäischen Union wird Decabrombiphenyl im Anhang XVII der REACH-Verordnung gelistet und unterliegt in der EU einem Verwendungsverbot in Textilerzeugnissen mit Hautkontakt sowie einem Inverkehrbringensverbot.
In der Schweiz ist die Herstellung und Verwendung von Decabrombiphenyl gemäß der Chemikalien-Risikoreduktions-Verordnung verboten.